# Miquel Martí i Pol
Miquel Martí i Pol (geboren am 19. März 1929 in Roda de Ter, Osona; gestorben am 11. November 2003 in Vic) war ein spanischer Lyriker in katalanischer Sprache.

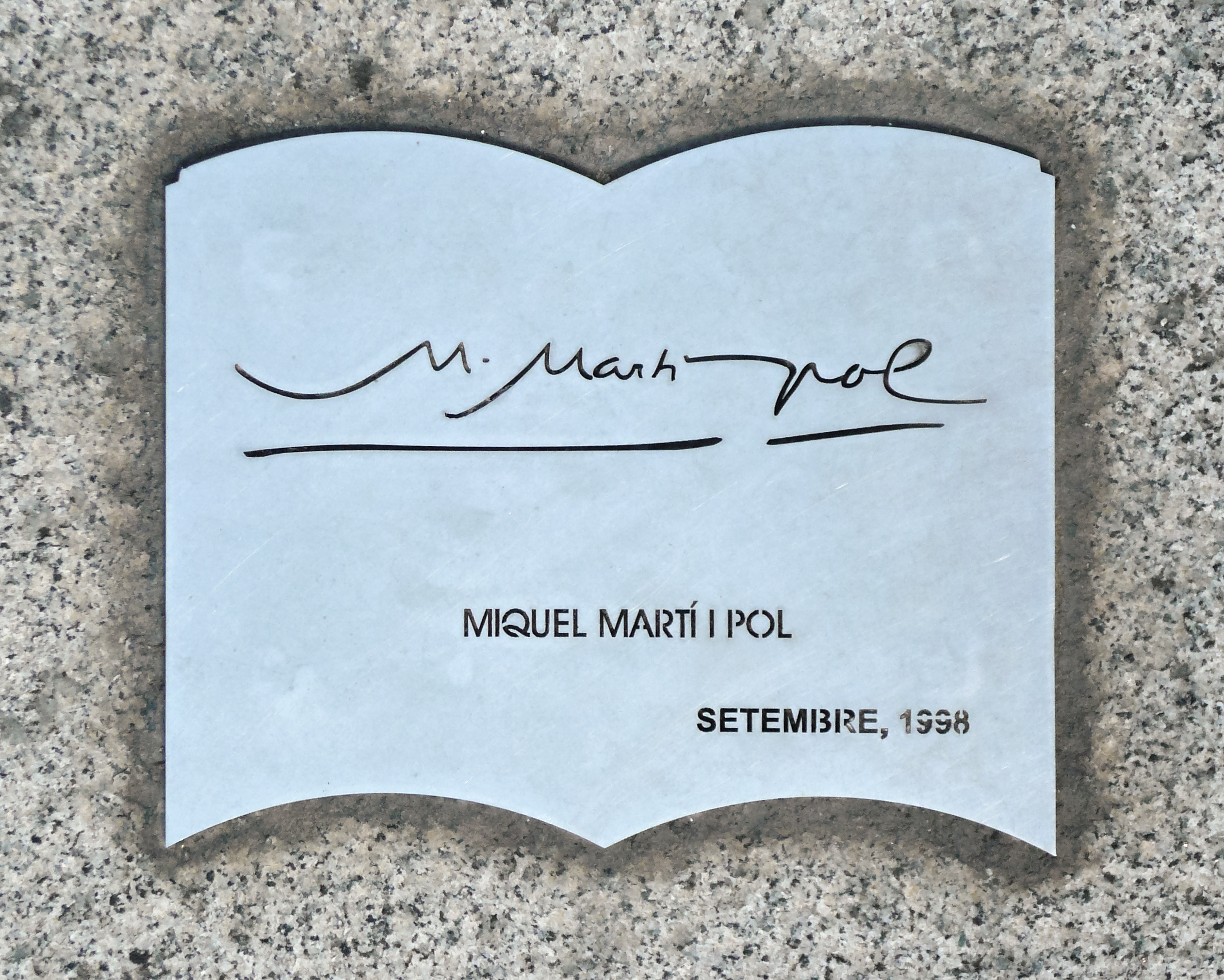
Platte mit der Unterschrift Miquel Martí i Pols am Fuße des Monument al llibre (deutsch: „Denkmal für das Buch“) in Barcelona

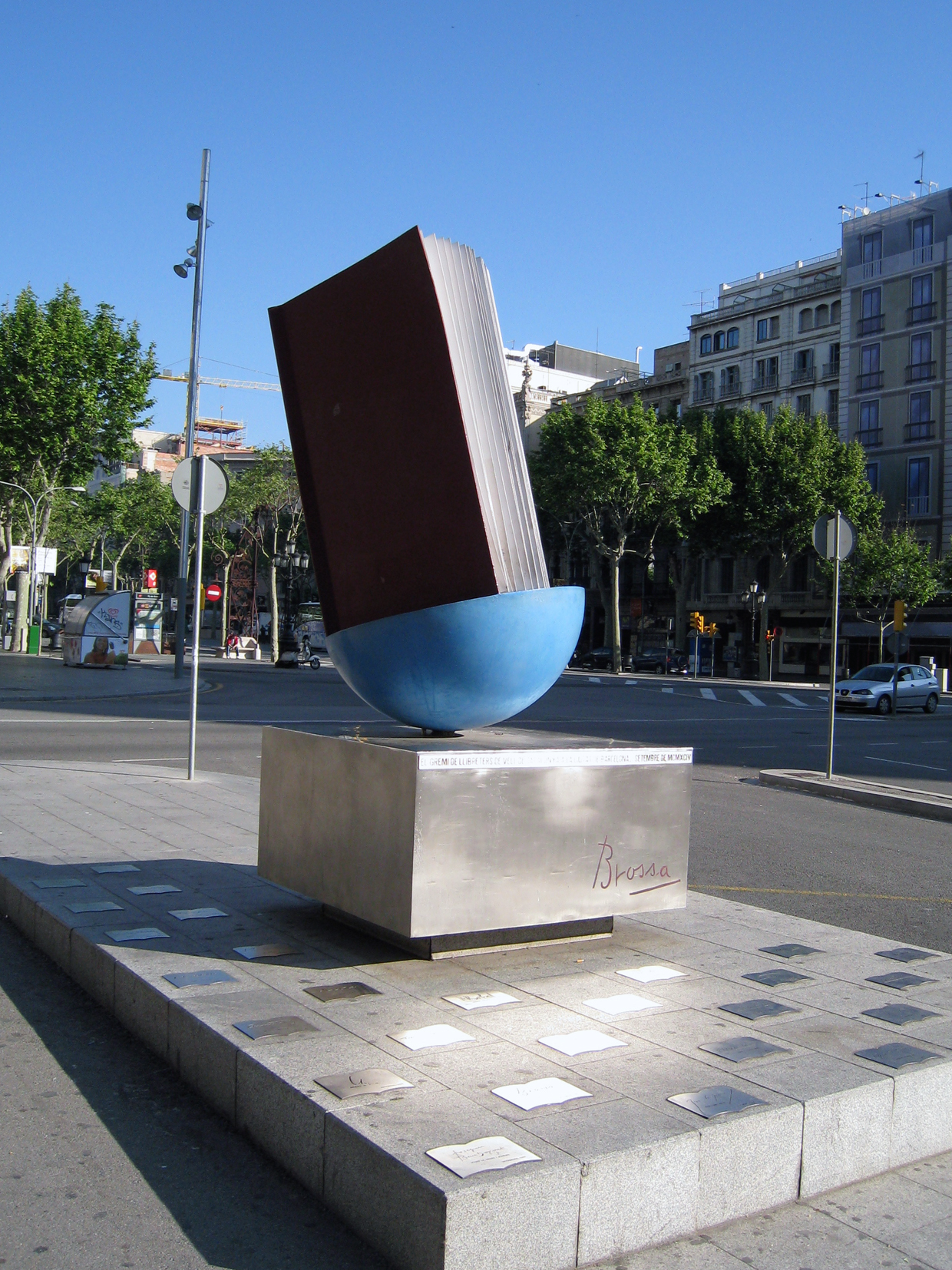
Das Monument al llibre mit Unterschriftsplatten

## Leben
Miquel Martí i Pol wuchs in Roda de Ter, einem Dorf in der Provinz Barcelona, auf. Er kam aus einer einfachen Familie, besuchte die spanischsprachige Volksschule und begann mit 14 Jahren, in der Textilfabrik Cala Tecla Sala zu arbeiten, in der auch seine Mutter beschäftigt war. Eine Lungentuberkulose zwang den 19-Jährigen ein Jahr lang zur Bettruhe, was ihm gestattete, zu schreiben und vor allem zu lesen. Das Gelesene übersetzte er später ins Katalanische. Sein erster Gedichtband Paraules al vent wurde 1954 mit dem Literaturpreis „Ossa Menor“ ausgezeichnet. In den 1970er-Jahren vertonten Liedermacher der Nova Cançó wie Maria del Mar Bonet, Ramon Muntaner, Lluís Llach, Celdoni Fonoll und Rafael Subirachs seine Gedichte und sorgten für seine Popularität.
Er wurde Mitglied der Partit Socialista Unificat de Catalunya (PSUC), die in der Franco-Diktatur im Untergrund operieren musste.
Zu Beginn der 1970er-Jahre erkrankte er an Multipler Sklerose, was ihn später am Sprechen hinderte, so dass er nur noch mit rudimentärer Artikulation und elektrischer Schreibmaschine kommunizieren konnte. 1977 wurde in Spanien wieder eine demokratische Regierungsform hergestellt. Bei einer „Semana Popular“ 1978 in Osona wurde sein politischer Einsatz von Künstlern wie Antoni Tàpies, Vicent Andrés Estellés, Pere Quart, Joan Brossa, Joan Vinyoli, Ramon Puyol und Xavier Bru de Sala gewürdigt.
Er übersetzte Werke von Antoine de Saint-Exupéry, Simone de Beauvoir, Guillaume Apollinaire, Gustave Flaubert, Émile Zola, Jean Racine, Joris-Karl Huysmans und Roland Barthes ins Katalanische.
1990 schrieb er im Hause des Musikers Lluís Llach die Parlavà-Suite, aus der Llach und die deutsche Schauspielerin Hanna Schygulla zur Diada de Sant Jordi 2010 in der Berliner Kulturbrauerei vortrugen.
Das Buch der Einsamkeiten entstand in den Jahren 1995 bis 1997 und wurde dem Fußballprofi von Barça, Pep Guardiola, und seiner Frau Cristina Serra gewidmet. Beide pflegten mit dem Dichter „eine poetische Freundschaft“ und besuchten ihn in Roda de Ter. Guardiola hat Martís Gedichte gelegentlich öffentlich vorgetragen.
Dass er das auch als Trainer beim FC Barcelona vor seiner Mannschaft gemacht habe, verwies Guardiola bei einer Lesung im Literaturhaus München im Juni 2015 in den Bereich der modernen Märchen.

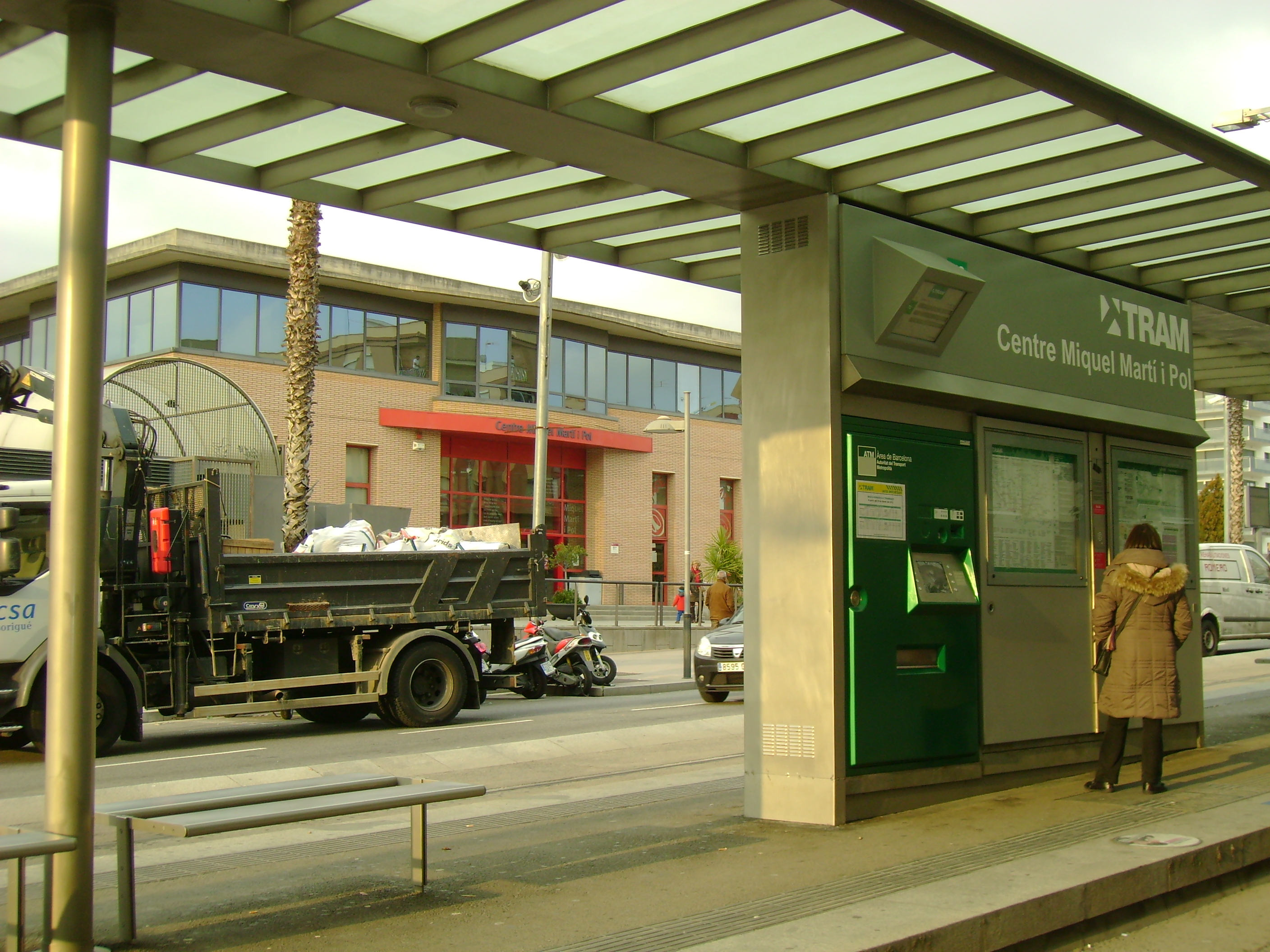
Haltestelle beim Centre Miquel Martí i Pol (Sant Joan Despí)

Nach ihm wurde ein Lyrikpreis „Premio de Poesía Miquel Martí i Pol“ benannt. Schulen und Straßen in Katalonien tragen seinen Namen.

## Auszeichnungen (Auswahl)
- Creu-de-Sant-Jordi-Preis (1983)
- Premi d’Honor de les Lletres Catalanes (1991)
- Premi Nacional de Literatura (1998)
- Medalla d’Or de la Generalitat de Catalunya (1999)

## Werke (Auswahl)
- Llibre d’absències & Els bells camins – Buch der Abwesenheit & Die schönen Wege. Zweisprachig. Aus dem Katalanischen von Juana und Tobias Burghardt. Edition Delta, Stuttgart 2016
- La fàbrica. Zweisprachig. Aus dem Katalanischen von Johannes Hösle. Maro-Verlag, Augsburg 2014
- Suite de Parlavà – Parlavà-Suite gefolgt von Jemand wartet & Buch der Einsamkeiten. Zweisprachig. Aus dem Katalanischen von Juana und Tobias Burghardt. Edition Delta, Stuttgart 2012
- Estimada Marta & Haikús en temps de guerra – Liebe Marta & Haikus in Kriegszeiten. Zweisprachig. Aus dem Katalanischen von Juana und Tobias Burghardt. Edition Delta, Stuttgart 2010
- L'àmbit de tots els àmbits & Després de tot – Der Bereich aller Bereiche & nach allem. Zweisprachig. Aus dem Katalanischen von Juana und Tobias Burghardt. Mit einem Nachwort von Alberto Szpunberg. Edition Delta, Stuttgart 2007